# Bob Fllay
Flavio Higor Pantoja, mais conhecido como Bob Fllay (Belém, 5 de setembro de 1985), é um humorista e político brasileiro, filiado ao PRD. Em 2020, iniciou sua carreira politica sendo eleito vereador no município de Ananindeua pelo PDT. No ano seguinte foi expulso do partido sob acusações de racismo, homofobia e misoginia pelo próprio partido. Nas eleições de 2022, filiou-se ao PTB e foi eleito deputado estadual pelo Pará.